# Каратепекёй (Мерзифон)
Каратепекёй (тур. Karatepe — Чёрный холм) — деревня в Турции. Расположена в 7 км к юго-западу от города Мерзифон и в 55 км к северо-западу от города Амасья. Относится к району Мерзифон в иле Амасья.